# Brianne McLaughlin
Brianne Lea McLaughlin (Elyria, 20 giugno 1987) è una hockeista su ghiaccio statunitense.

## Palmarès

### Olimpiadi
- Argento a Vancouver 2010.
- Argento a Soči 2014.

### Mondiali
- Oro a Svizzera 2011.
- Oro a Canada 2013.
- Argento a Stati Uniti 2012.

### Coppa delle 4 Nazioni
- Oro a Svezia 2011.